# リサール記念日
リサール記念日（Rizal Day）は、フィリピンの国民的英雄ホセ・リサールの人生と功績を称えるフィリピンの国民の祝日。マニラのバガンバヤン（現在のリサール公園）で1896年に処刑されたリサールの処刑日である12月30日に毎年祝われる。 

## 歴史

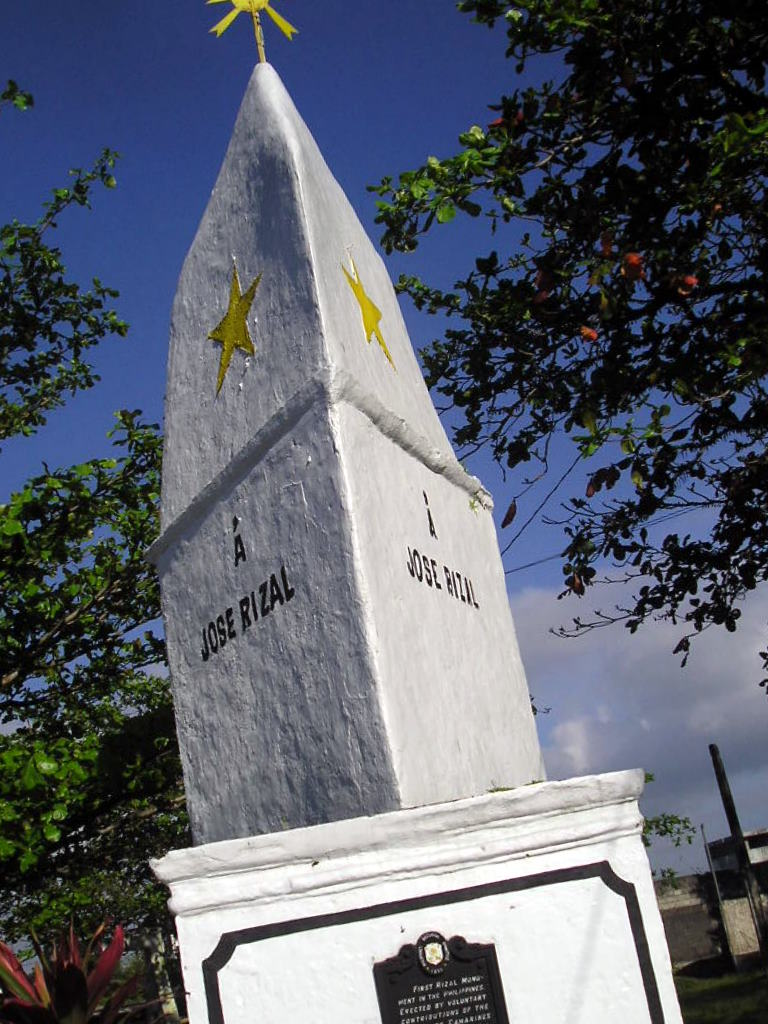
北カマリネス州ダエトにある最初のリサール記念碑

リサール記念日は、1898年12月20日に出されたエミリオ・アギナルド大統領の命令により最初に制定され、1898年12月30日をマロロスのリサールおよびスペインによるフィリピン植民地支配のすべての犠牲者を追悼する国家の日として祝した。北カマリネス州ダエトは、命令に従った最初の町であり、アントニオ・サンズ中佐がデザインした記念碑をサンズ中佐とイルデフォンソ・アレグレ（Ildefonso Alegre）中佐主導で建造した。その際に北カマリネス州の市民及び同州以外のビコル地方の人々から資金提供を受けている。リサールの小説『ノリ・メ・タンゲレ』と『エル・フィリブステリスモ』 及びスペイン植民地時代のフィリピン初期に関する書籍『スセソス・デ・ラス・イスラス・フィリピナス』の著者アントニオ・デモルガのためにモルガと刻まれた3段の石造りのパイロンが1899年2月に完成した。 
米西戦争でスペインに勝利したアメリカ人はフィリピンを支配した。彼らがスペイン人よりも親フィリピンであることを証明するための努力として、アメリカの総督ウィリアム・ハワード・タフトは1901年にリサールをフィリピンの国民的英雄と名付けた。1年後の1902年2月1日、フィリピン委員会は第345条を制定し、12月30日を祝日とした。 
イベントの荘厳さを強調するために、1948年6月9日にエルピディオ・キリノ大統領は毎年12月30日に闘鶏、競馬、ハイアライを禁止する共和国法第229号に署名し、成立させた。法律はまた、国内の旗を当日中は半旗にしておくことを要求している。

## 式典

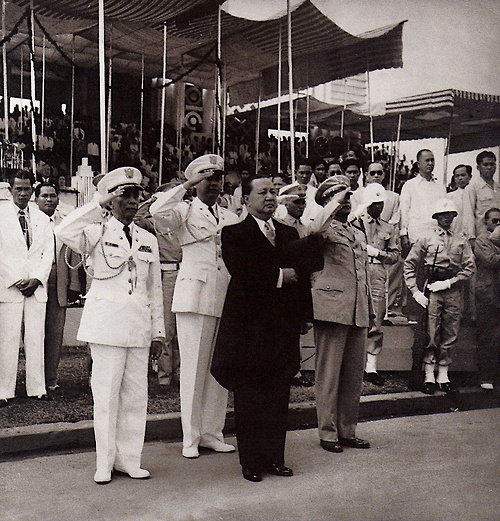
1949年のリサール記念日の式典を指揮するエルピディオ・キリノ大統領

リサール記念式典はマニラのリサール公園で開催される。通常、大統領と副大統領主導で朝早くに開催され、独立旗竿に国旗を掲揚した後、フィリピン空軍による儀礼飛行とリサール記念碑への献花が行われる。また、大統領は通常、この休日に最初に放送される年末の演説を式典で行う。 
式典は国内の別の場所でも行われ、州、市、町の首長が参列している。これらの式典はマニラでのものに似ており、大半の場合、旗の掲揚、スピーチ、現地のリサール記念碑での献花式が行われる。 

## 歴史上のリサール記念日
1937年12月30日のリサール記念日の演説で、マニュエル・ケソン大統領は連邦法第184号を通じてタガログ語を国語として採用することを宣言した。第二次世界大戦中の日本の占領下で、 ベニグノ・アキノ・シニアとホセ・ラウレル大統領が参加した1942年のリサール記念日プログラムには、リサールの最後の詩ミ・ウルティモ・アディオスの日本語でのリサイタルとカリバピの発足が含まれていた。 
1936年から、リサール記念日は次期大統領の就任日でもあった。歴史家のマヌエル・L・ケソン3世によると、大統領はリサールが埋葬された場所及び1946年の独立セレモニーの場所に面している独立記念スタンド（現在はキリノ・グランドスタンドとして知られている）を就任式会場として通常は選択していた。1953年の大統領選挙に圧勝した後のラモン・マグサイサイの就任式で、約30万〜50万人が式典に出席した。1973年の憲法の承認により、就任日は6月30日に移動した。 
リサールが亡くなって100周年を迎えた1996年12月30日の式典のプログラムには、サンチャゴ要塞の彼の監房から処刑場所までへのリサールの最後の歩みを回顧し、その後彼の死の再現と慣習的な旗揚げが含まれていた。 
2000年12月30日には（ジェマ・イスラミアの支持を得た）地元のテロリストがマニラ首都圏の5つの地域で爆破事件を起こし22人を殺害、100人を負傷させた(リサール記念日爆破事件)。

## 記念日の変更
12月30日がクリスマスと元日の間に挟まれているため、 国家歴史委員会委員長のアンベス・オカンポは、リサール記念日を12月30日からリサールの生誕日の6月19日への移動を求めた。これにより、クリスマス休暇真っ只中の12月30日に開催されるのとは対照的に、学生は記念活動に参加できるようになる。2008年12月10日に代議院（下院）は第三読会で記念日を6月19日に変更する法案を承認した。しかし、第14議会の会期終了までに上院が採決を行わなかったため、制定されなかった。 
2011年4月29日、ベニグノ・アキノ3世大統領はリサールの生誕150周年を記念して、2011年6月19日を一回限りの特別休日にすると正式に宣言した。 